# DB-Baureihe 105
Die Fahrzeuge der DB-Baureihe 105 sind Elektrolokomotiven der DB Fernverkehr, die für die Bespannung des ICE L bei dem spanischen Schienenfahrzeughersteller Talgo bestellt wurden. Sie sind als Mehrsystemlokomotiven ausgeführt.

## Geschichte

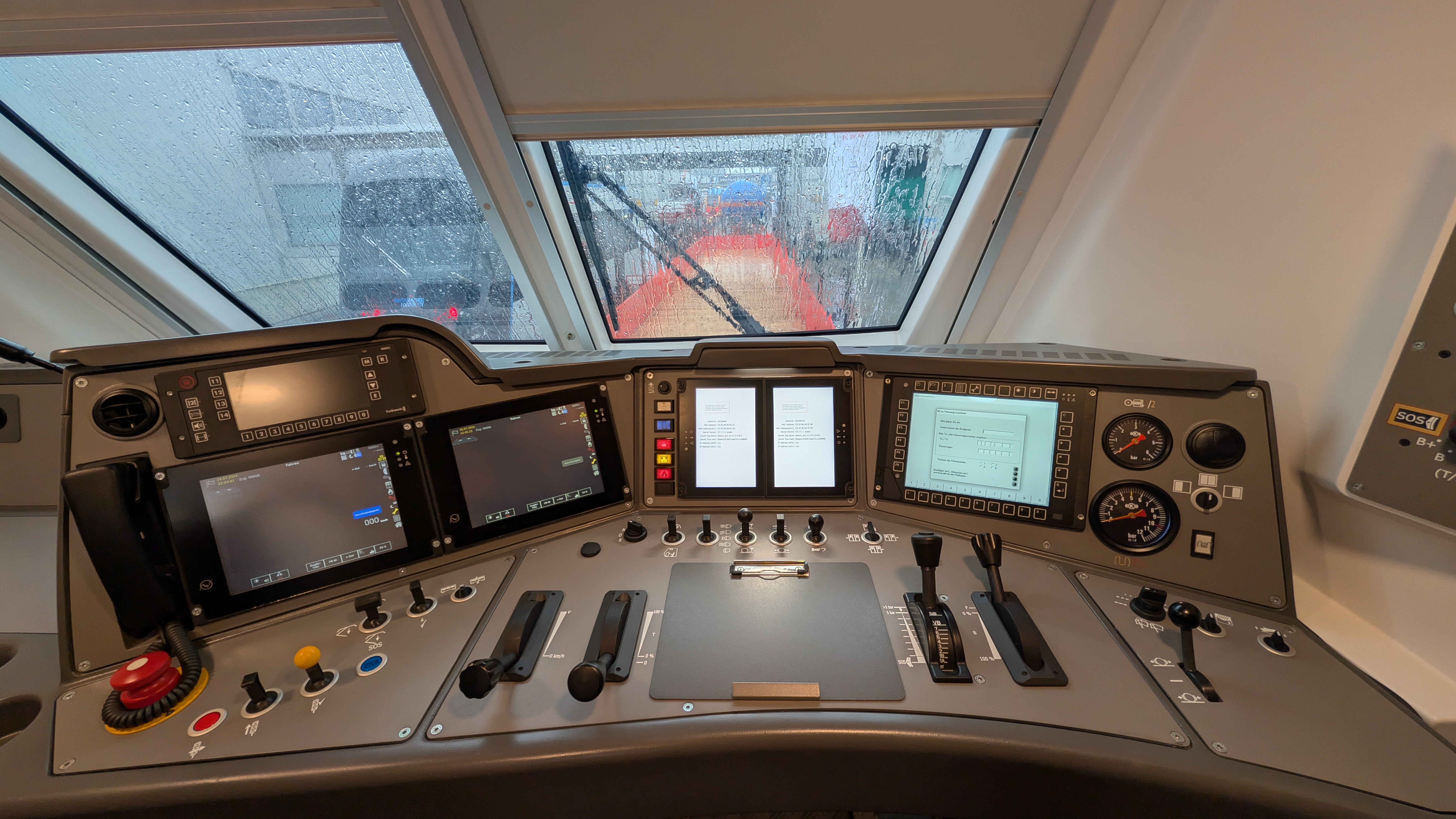
Führerstand

Im Zeitraum von März 2017 bis Februar 2018 lief eine öffentliche Ausschreibung der DB Fernverkehr zur Beschaffung von bis zu 100 neuen lokbespannten Fernverkehrszügen. Nachdem der Zuschlag an Talgo ergangen war, wurden bisher 79 Züge aus den Rahmenvertrag bestellt. Die erste Lokomotive mit der Nummer 6105 019 wurde im Juli 2023 vom Talgo-Werk in Rivabellosa nach Deutschland und für Tests im Klima-Wind-Kanal weiter nach Wien überführt.

## Geplante Einsätze
Die Lokomotiven der Baureihe 105 sollen zusammen mit den ICE L im Fahrgastverkehr verwendet werden, das erste Einsatzgebiet für die ersten Fahrzeuge soll der Fernverkehr von Berlin nach Amsterdam sein.